# 霍尼曼博物館
霍尼曼博物館和庭園（英語：Horniman Museum and Gardens）是英國英格蘭倫敦森林山的一座博物館，專門研究人類學、自然歷史和樂器，擁有35萬件藏品，此外還設有一個水族館。博物館開設於1901年，由Charles Harrison Townsend設計，外觀為摩登風格。博物館為英國的II*級登錄建築。2022年，獲英國藝術基金會（Art Fund）年度最佳博物館獎。

## 歷史
霍尼曼博物館於1901年由弗雷德里克·霍尼曼創立。霍尼曼繼承了父親的霍尼曼茶葉公司－在1891年已成為當時全球最大的茶葉貿易公司。來自茶葉事業的收益使霍尼曼得以投入一生的熱情在收藏上。多次旅行後，其收藏已達三萬件，包括自然歷史標本、文化文物及樂器等。
1911年，位於主建築西側的一座附加建築由弗雷德里克之子艾姆斯利·霍尼曼（Emslie Horniman）捐贈，這座建築最初設有一間演講廳和圖書館，由Charles Townsend（1851－1928）設計。2002年，一座由Allies and Morrison建築事務所設計的新擴建部分正式開放。
2022年博物館獲英國藝術基金會（Art Fund）年度最佳博物館獎。同年11月，博物館將72件來自貝寧王國、包括貝寧青銅器在內的被掠奪文物，歸還給尼日利亞國家博物館與古蹟委員會（Nigeria's National Commission for Museums and Monuments）。

## 音樂
博物館的音樂展覽廳有超過1,300件樂器和與音樂有關的展品，數量為全英國之最。2023年起，博物館用年度最佳博物館獎的獎金每年邀請若干駐場音樂家合作。

## 外部連結
- 官方网站
- Forest Hill image gallery
- urban75 photo feature （页面存档备份，存于）

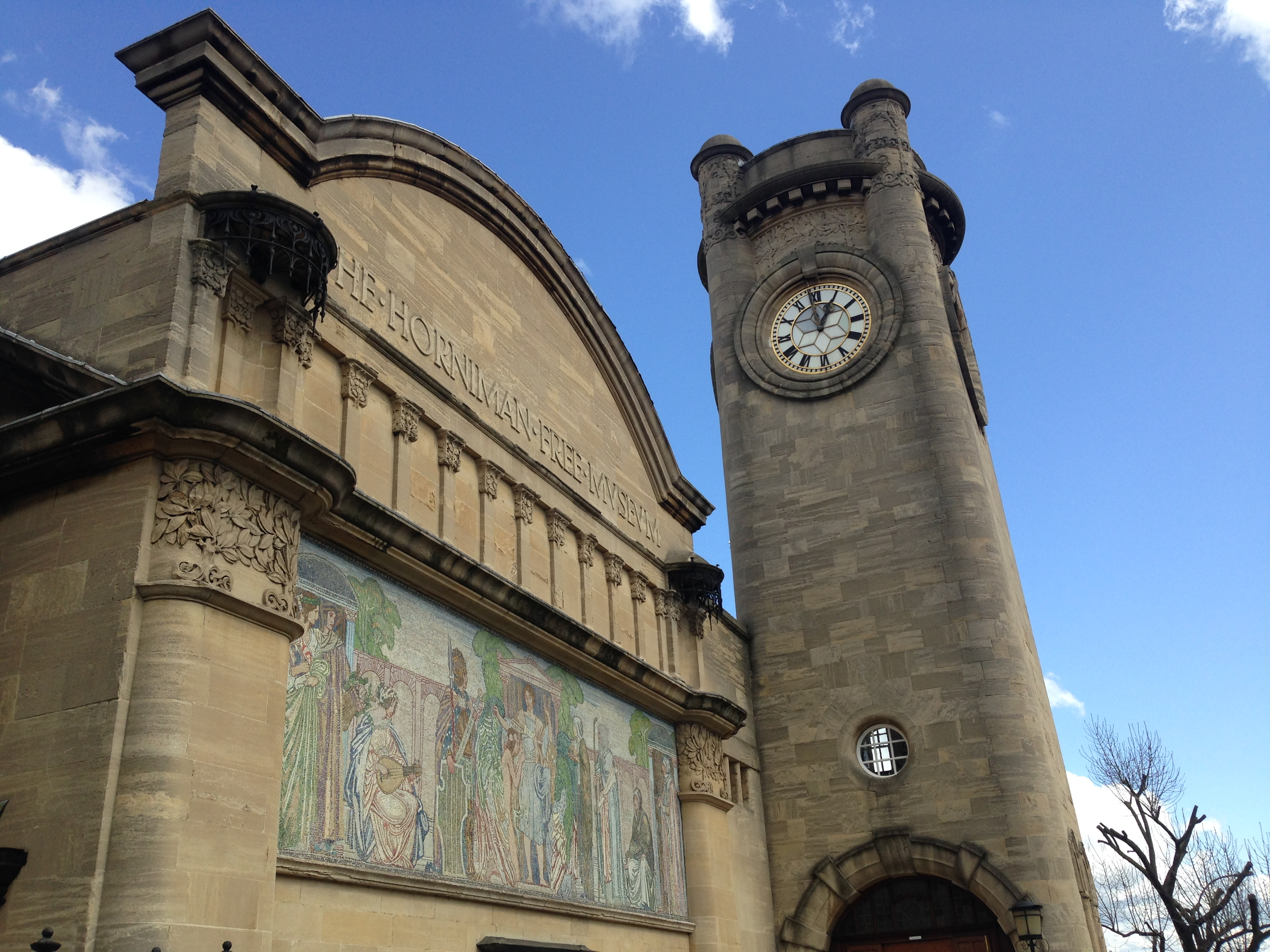

- Review and Visitor Information for the Horniman Museum （页面存档备份，存于）
- The Horniman Museum on Museums London directory of museums in London （页面存档备份，存于）

51°26′26″N 0°03′39″W / 51.44056°N 0.06083°W